# Escultura religiosa

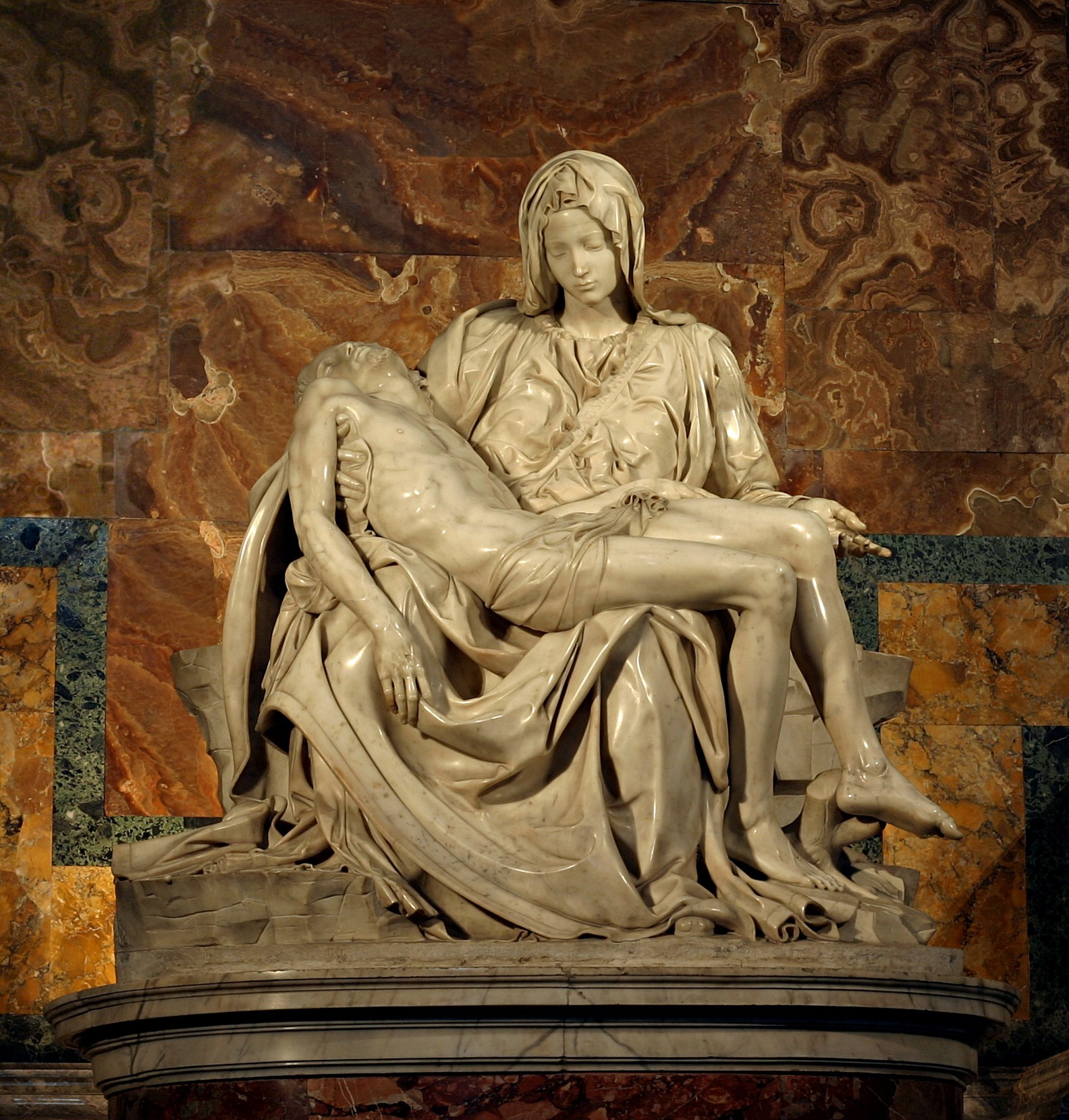
Michelangelo - Pietà - Basílica de São Pedro - Vaticano

A escultura religiosa é uma especialidade da arte da escultura, a representação plástica de temas religiosos, geralmente realistas e com fins devocionais, litúrgicos, processionais ou catequéticos. Está ligada à Igreja Católica, principalmente, devido ao seu caráter icônico, razão pela qual a encontramos especialmente em países de cultura predominantemente católica. Mas, o uso de esculturas não fica restrito aos cristianismo. Tome-se, por exemplo, as imensas estátuas de Sidarta Gautama no Budismo.